# Transportgeschwader 4
4-та військово-транспортна ескадра (нім. Transportgeschwader 4) — транспортна ескадра Люфтваффе, що існувала у складі повітряних сил вермахту в ході Другої світової війни. Створена у травні 1943 року, мала у своєму складі чотири авіаційні транспортні групи. 30 вересня 1944 року ескадра була розформована.

## Історія
Штаб 4-ї військово-транспортної ескадри був сформований у травні 1943 року. Як I. група була перейменована раніше окрема 105-та бойова група особливого призначення (нім. Kampfgruppe zur besonderen Verwendung 105 (KGr. z.b.V. 105), яка вже існувала з березня 1940 року. II. та III. авіагрупи були сформовані з KGr. z.b.V. 500 та KGr. z.b.V. 400 відповідно, які існували з 10 грудня 1941 року. IV. група була сформована з KGr. z.b.V. 700, яка існувала з 17 грудня 1941 року. На додаток до 16 ескадрилей цих 4-х груп у серпні 1944 р. була додана окрема 17-та ескадрилья ескадри, колишня 1-ша морська транспортна ескадрилья (нім. Seetransportstaffel 1). На озброєнні I.-III. груп були тримоторні транспортні літаки Junkers Ju 52. IV. група літала на літаках Ar 232, Fw 200 «Condor», Ju 252, Ju 352, Junkers Ju 90, французьких LeO 45, Me 323 Gigant та італійських P.108. 20 жовтня 1944 року штаб ескадрильї, I. і II. групи були розформовані. III. і IV. групи продовжували існувати до капітуляції Німеччини у травні 1945 року. Ескадра мала позначення G6.
Командиру ескадри та його штабу підпорядковувалися I—IV групи, які, у свою чергу, поділялися на ескадрильї. Ескадрильї з 1-ої по 4-ту належали до І групи, з 5-ої по 8-му — до ІІ групи, з 9-ої по 12-ту — до ІІІ групи і з 13-ої по 16-ту — до IV групи. Кожну ескадрилью очолював командир ескадрильї і вона поділялася на чотири ланки по три літаки в кожній. Таким чином, загальна чисельність кожної авіаційної транспортної групи становила 48 літаків на чолі з командиром групи. Загальна чисельність ескадри становила 192 літаки.
I. та II. групи 4-ї військово-транспортної ескадри підпорядковувалися X. повітряному корпусу Командування Люфтваффе «Південний Схід» у Греції. На початку висадки союзників у Нормандії IV. група ескадри дислокувалася на аеродромі в Ле Бурже й була підпорядкована 3-му повітряному флоту

## Командування

### Командири TG 4
- оберст Ріхард Купшус (нім. Richard Kupschus) (травень 1943 — ? 1944)
- майор Еріх Рейманн (нім. Erich Reiymann) (грудень 1944 — січень 1945

### Командири I./TG 4
- майор Рюдігер Якоб (нім. Rüdiger Jakob) (18 травня 1943 — 13 травня 1944)
- оберст Йозеф Кегль (нім. Josef Kögl) (13 травня — 28 липня 1944)
- оберстлейтенант Еміль Гербст (нім. Emil Herbst) (28 липня — 24 вересня 1944)
- майор Курт Шнайденбергер (нім. Kurt Schneidenberger) (24 вересня — жовтень 1944)

### Командири II./TG 4
- оберстлейтенант Густав Дамм (нім. Gustav Damm) (1 — 15 травня 1943)
- оберстлейтенант Вернер Гоффман (нім. Werner Hoffmann) (15 травня 1943 — 24 лютого 1944)
- майор Еміль Гербст (нім. Emil Herbst) (24 лютого — 28 липня 1944)

### Командири III./TG 4
- майор Герберт Гайєр (нім. Herbert Heyer) (1 травня 1943 — 24 січня 1944)
- гауптман Райнгард Веннінг (нім. Reinhard Wenning) (1944)
- майор Рюдігер Якоб (нім. Rüdiger Jakob) (1944)
- гауптман Ганс-Герман Брамбах (24 жовтня 1944 — жовтень 1944)

### Командири IV./TG 4
- майор Фердинанд Мугенталер (нім. Ferdinand Muggenthaler) (1 травня — 18 вересня 1943)
- гауптман Генріх Ганс (нім. Heinrich Hans) (18 вересня 1943 — 29 серпня 1944)
- майор Гюнтер Маусс (нім. Günter Mauss) (30 серпня 1944 — лютий 1945)

## Список кавалерів Лицарського хреста Залізного хреста TG 4
Позначення
| Ім'я            | Звання          | Підрозділ | Лицарського хреста | Лицарського хреста з дубовим листям | Прим. |
| --------------- | --------------- | --------- | ------------------ | ----------------------------------- | ----- |
| Герман Шлієрман | оберфельдфебель | 5./TG 4   | 31 жовтня 1944     |                                     |       |